# Маріо Фйорілло
Маріо Фйорілло (італ. Mario Fiorillo, 16 грудня 1962) — італійський ватерполіст.
Олімпійський чемпіон 1992 року, учасник 1984, 1988 років.
Чемпіон світу з водних видів спорту 1994 року, срібний призер 1986 року.
Чемпіон Європи з водного поло 1993 року, бронзовий призер 1987, 1989 років.